# Saisonbilanzen von Altona 93
Die Saisonbilanzen von Altona 93 sind eine Übersicht der Ligazugehörigkeit und Platzierungen sowie die Bilanz der 1. Mannschaft des Vereins auf deutscher, norddeutscher und Hamburger Ligaebene. 1894 gehörte der Altonaer Fußball-Club von 1893 zu den Gründern des Hamburg-Altonaer Fußball-Bundes und als 1895 in Deutschland ein regulärer Spiel- und Ligabetrieb in den Städten Berlin und Hamburg aufgenommen wird, startet der AFC in der A-Klasse des Großraums Hamburg.
1895/96 organisierte der „Hamburg-Altonaer Fußball- und Cricket Bund“ die ersten Meisterschaftsspiele in Hamburg. Das erste Punktspiel in Hamburg/Altona fand am 1. September 1895 statt, Altona 93 unterlag dem FC Association mit 0:5.
Der SC Victoria Hamburg stieg in der Saison 1898/1899 in den Ligabetrieb ein. Daher gelten Partien zwischen den beiden Vereinen, so sie in derselben Spielklasse antreten, als das älteste noch heute gespielte Stadtderby im deutschen Fußball. Die Oberligapartie in der Rückrunde der Saison 2023/2024 ist laut Pressebericht das 139. Spiel um Punkte der beiden Clubs.

## Ligazugehörigkeit und Platzierungen
Niv.= Niveau der Liga
| Saison       | Niv. | Liga                                | Platz      | Tore   | Punkte | |
| ------------ | ---- | ----------------------------------- | ---------- | ------ | ------ | --- |
| 1895/1896    | 1    | A-Klasse                            | 04. von 05 | 019:27 | 06:10  | |
| 1896/1897    | 1    | A-Klasse                            | 03. von 08 | 067:17 | 20:6   | |
| 1897/1898    | 1    | A-Klasse                            | 01. von 08 | 060:5  | 23:3   | Meister des Hamburg-Altonaer Fußball-Bundes |
| 1898/1899    | 1    | A-Klasse                            | 01. von 08 | 079:5  | 26:0   | Meister des Hamburg-Altonaer Fußball-Bundes |
| 1899/1900    | 1    | A-Klasse                            | 01. von 07 | 039:5  | 17:3   | Meister des Hamburg-Altonaer Fußball-Bundes |
| 1900/1901    | 1    | A-Klasse                            | 04. von 08 | 011:14 | 06:10  | |
| 1901/1902    | 1    | A-Klasse                            | 04. von 09 |        | 10:10  | |
| 1902/1903    | 1    | A-Klasse                            | 01. von 09 | 050:6  | 18:2   | Meister des Hamburg-Altonaer Fußball-Bundes - Entscheidungsspiel: Altonaer FC 1893-SC Germania Hamburg 3:1 / Halbfinale Deutsche Meisterschaft                                                                  |
| 1903/1904    | 1    | A-Klasse                            | 02. von 07 | 054:17 | 22:2   | |
| 1904/1905    | 1    | A-Klasse                            | 03. von 07 | 028:24 | 13:11  | |
| 1905/1906    | 1    | A-Klasse                            | 02. von 08 | 050:20 | 23:5   | |
| 1906/1907    | 1    | A-Klasse                            | 02. von 10 | 037:10 | 14:4   | |
| 1907/1908    | 1    | A-Klasse                            | 02. von 08 | 020:12 | 10:4   | |
| 1908/1909    | 1    | A-Klasse                            | 01. von 09 | 022:12 | 13:3   | Groß Hamburg Meister - Entscheidungsspiel Hamburger Meisterschaft: Altonaer FC 1893-SC Victoria 1895 Hamburg 3:0 / Norddeutscher Meister / Halbfinale Deutsche Meisterschaft                                    |
| 1909/1910    | 1    | A-Klasse                            | 01. von 09 | 076:29 | 28:4   | Groß Hamburg Meister / Halbfinale Norddeutsche Meisterschaft |
| 1910/1911    | 1    | A-Klasse                            | 01. von 09 | 057:25 | 28:4   | Groß Hamburg Meister / Halbfinale Norddeutsche Meisterschaft |
| 1911/1912    | 1    | A-Klasse                            | 01. von 09 | 074:18 | 27:5   | Groß Hamburg Meister / Halbfinale Norddeutsche Meisterschaft |
| 1912/1913    | 1    | A-Klasse                            | 02. von 10 | 086:15 | 30:6   | |
| 1913/1914    | 1    | Norddeutsche Verbandsliga           | 01. von 10 | 071:22 | 29:7   | Viertelfinale Deutsche Meisterschaft |
| 1914/1915    | 1    | A-Klasse                            | 09. von 15 | 073:19 | 15:3   | |
| 1915/1916    | 1    | A-Klasse                            | 03. von 09 | 065:24 | 23:9   | |
| 1916/1917    | 1    | A-Klasse                            | 01. von 09 | 116:21 | 29:3   | Groß Hamburg Meister / Halbfinale Norddeutsche Meisterschaft |
| 1917/1918    | 1    | A-Klasse                            | 04. von 08 | 056:27 | 16:12  | |
| 1918/1919    | 1    | A-Klasse                            | 02. von 09 | 060:26 | 22:10  | |
| 1919/1920    | 1    | Norddeutsche Liga – Hamburg-Altona  | 04. von 13 | 051:24 | 24:10  | als VfL Altona |
| 1920/1921    | 1    | NFV-Verbandsliga Nordkreis          | 03. von 10 | 045:16 | 26:10  | als VfL Altona |
| 1921/1922    | 1    | Norddeutsche Liga – Elbekreis       | 02. von 08 | 070:13 | 23:5   | als VfL Altona |
| 1922/1923    | 1    | Norddeutsche Liga – Elbekreis       | 02. von 08 | 065:18 | 24:4   | |
| 1923/1924    | 1    | Norddeutsche Liga – Elbekreis       | 02. von 08 | 057:17 | 20:8   | |
| 1924/1925    | 1    | Norddeutsche Liga – Elbekreis       | 01. von 08 | 104:13 | 27:1   | Groß-Hamburg Meister / Norddeutscher Vizemeister / Viertelfinale Deutsche Meisterschaft |
| 1925/1926    | 1    | Norddeutsche Liga – Elbekreis       | 01. von 08 | 058:27 | 25:3   | Groß-Hamburger Vizemeister / Endrunde um die norddeutsche Fußballmeisterschaft |
| 1926/1927    | 1    | Norddeutsche Liga – Elbekreis       | 01. von 08 | 066:24 | 23:5   | Groß-Hamburger Vizemeister / Endrunde um die norddeutsche Fußballmeisterschaft |
| 1927/1928    | 1    | Norddeutsche Liga – Elbekreis       | 05. von 10 | 055:27 | 20:12  | |
| 1928/1929    | 1    | Runde der 10                        | 05. von 10 | 028:25 | 10:8   | Runde der 10 der Fußball-Revolution / Finalrunde norddeutsche Fußballmeisterschaft: 4. von 4 |
| 1929/1930    | 1    | Oberliga Groß-Hamburg               | 05. von 10 | 050:45 | 20:16  | Viertelfinale norddeutsche Fußballmeisterschaft |
| 1930/1931    | 1    | Oberliga Groß-Hamburg               | 03. von 10 | 054:45 | 21:15  | Viertelfinale norddeutsche Fußballmeisterschaft |
| 1931/1932    | 1    | Oberliga Groß-Hamburg               | 02. von 10 | 050:39 | 24:12  | Finalrunde norddeutsche Fußballmeisterschaft: 3. von 4 |
| 1932/1933    | 1    | Oberliga Groß-Hamburg               | 02. von 10 | 055:33 | 26:10  | Meister Groß-Hamburg / Endrunde norddeutsche Fußballmeisterschaft |
| 1933/1934    | 1    | Gauliga Nordmark                    | 05. von 10 | 038:42 | 17:19  | |
| 1934/1935    | 1    | Gauliga Nordmark                    | 07. von 10 | 029:39 | 14:22  | |
| 1935/1936    | 1    | Gauliga Nordmark                    | 06. von 10 | 041:39 | 16:20  | |
| 1936/1937    | 1    | Gauliga Nordmark                    | 08. von 10 | 042:62 | 13:23  | |
| 1937/1938    | 1    | Gauliga Nordmark                    | 09. von 12 | 041:73 | 15:29  | |
| 1938/1939    | 1    | Gauliga Nordmark                    | 08. von 11 | 042:56 | 14:26  | |
| 1939/1940    | 1    | Bereichsliga Nordmark – Gruppe 1    | 02. von 07 | 030:22 | 14:6   | |
| 1940/1941    | 1    | Bereichsliga Nordmark               | 06. von 12 | 056:53 | 21:23  | |
| 1941/1942    | 1    | Gauliga Nordmark                    | 07. von 10 | 046:58 | 14:22  | |
| 1942/1943    | 1    | Gauklasse Hamburg                   | 03. von 10 | 064:48 | 23:13  | |
| 1943/1944    | 1    | Gauklasse Hamburg                   | 04. von 10 | 051:40 | 20:16  | |
| 1944/1945    | 1    | Gauklasse Hamburg                   | 02. von 11 | 052:33 | 25:11  | |
| 1945/1946    | 1    | Stadtliga Hamburg                   | 03. von 13 | 036:12 | 17:7   | Teilnahme an der abgebrochenen norddeutschen Meisterschaft |
| 1946/1947    | 1    | Stadtliga Hamburg                   | 06. von 12 | 072:35 | 27:7   | |
| 1947/1948    | 2    | Verbandsliga Hamburg – Elbestaffel  | 01. von 10 | 062:12 | 32:4   | Aufstiegsrunde zur Oberliga Nord: 5. von 6 |
| 1948/1949    | 2    | Verbandsliga Hamburg – Elbestaffel  | 04. von 12 | 047:35 | 26:18  | |
| 1949/1950    | 2    | Verbandsliga Hamburg – Elbestaffel  | 01. von 12 | 066:25 | 37:7   | Aufstiegsrunde zur Oberliga Nord: 2. von 6 |
| 1950/1951    | 1    | Oberliga Nord                       | 15. von 17 | 055:79 | 26:38  | |
| 1951/1952    | 2    | Amateurliga Hamburg                 | 02. von 15 | 072:28 | 40:16  | Aufstiegsrunde zur Oberliga Nord: 3. von 6 |
| 1952/1953    | 1    | Oberliga Nord                       | 06. von 16 | 073:69 | 32:28  | |
| 1953/1954    | 1    | Oberliga Nord                       | 03. von 16 | 068:59 | 32:28  | |
| 1954/1955    | 1    | Oberliga Nord                       | 04. von 16 | 073:51 | 38:22  | |
| 1955/1956    | 1    | Oberliga Nord                       | 09. von 16 | 043:52 | 29:31  | |
| 1956/1957    | 1    | Oberliga Nord                       | 11. von 16 | 051:51 | 28:32  | |
| 1957/1958    | 1    | Oberliga Nord                       | 03. von 16 | 049:44 | 35:25  | |
| 1958/1959    | 1    | Oberliga Nord                       | 08. von 16 | 051:46 | 31:29  | |
| 1959/1960    | 1    | Oberliga Nord                       | 11. von 16 | 044:49 | 26:34  | |
| 1960/1961    | 1    | Oberliga Nord                       | 06. von 16 | 049:53 | 30:30  | |
| 1961/1962    | 1    | Oberliga Nord                       | 11. von 16 | 047:79 | 24:36  | |
| 1962/1963    | 1    | Oberliga Nord                       | 15. von 16 | 051:76 | 22:38  | Qualifikationsrunde zur Regionalliga Nord |
| 1963/1964    | 2    | Regionalliga Nord                   | 04. von 18 | 082:46 | 44:24  | Einführung der deutschlandweiten Bundesliga |
| 1964/1965    | 2    | Regionalliga Nord                   | 03. von 17 | 069:45 | 41:23  | |
| 1965/1966    | 2    | Regionalliga Nord                   | 10. von 17 | 041:47 | 31:33  | |
| 1966/1967    | 2    | Regionalliga Nord                   | 08. von 17 | 043:46 | 31:33  | |
| 1967/1968    | 2    | Regionalliga Nord                   | 16. von 17 | 037:78 | 20:44  | |
| 1968/1969    | 3    | Landesliga Hamburg                  | 06. von 16 | 057:48 | 32:28  | |
| 1969/1970    | 3    | Landesliga Hamburg                  | 10. von 16 | 047:54 | 28:32  | |
| 1970/1971    | 3    | Landesliga Hamburg                  | 16. von 16 | 029:68 | 15:45  | |
| 1971/1972    | 4    | Amateurliga Hamburg/Hansa           | 01. von 16 | 065:36 | 45:15  | |
| 1972/1973    | 3    | Landesliga Hamburg                  | 07. von 16 | 046:49 | 30:30  | |
| 1973/1974    | 3    | Landesliga Hamburg                  | 05. von 16 | 059:49 | 34:26  | durch die Einführung der 2. Fußball-Bundesliga wurde die Landesliga Hamburg zur 4. Liga |
| 1974/1975    | 4    | Landesliga Hamburg                  | 02. von 16 | 057:29 | 41:19  | Aufstiegsrunde zur Oberliga Nord: 4. von 4 |
| 1975/1976    | 4    | Landesliga Hamburg                  | 02. von 16 | 064:34 | 42:18  | Aufstiegsrunde zur Oberliga Nord: 4. von 4 |
| 1976/1977    | 4    | Landesliga Hamburg                  | 02. von 16 | 056:31 | 43:17  | Aufstiegsrunde zur Oberliga Nord: 2. von 4 |
| 1977/1978    | 4    | Landesliga Hamburg                  | 03. von 16 | 056:33 | 39:21  | |
| 1978/1979    | 4    | Verbandsliga Hamburg                | 06. von 16 | 042:38 | 33:27  | |
| 1979/1980    | 4    | Verbandsliga Hamburg                | 13. von 16 | 051:57 | 25:35  | |
| 1980/1981    | 4    | Verbandsliga Hamburg                | 16. von 16 | 024:84 | 10:50  | |
| 1981/1982    | 5    | Landesliga Hamburg/Hammonia         | 02. von 16 | 086:35 | 46:14  | |
| 1982/1983    | 5    | Landesliga Hamburg/Hammonia         | 01. von 16 | 096:17 | 52:8   | |
| 1983/1984    | 4    | Verbandsliga Hamburg                | 02. von 16 | 066:29 | 46:14  | Aufstiegsrunde zur Oberliga Nord: 1. von 4 |
| 1984/1985    | 3    | Oberliga Nord                       | 11. von 18 | 048:56 | 34:34  | |
| 1985/1986    | 3    | Oberliga Nord                       | 04. von 18 | 047:30 | 41:27  | |
| 1986/1987    | 3    | Oberliga Nord                       | 11. von 18 | 055:52 | 31:33  | |
| 1987/1988    | 3    | Oberliga Nord                       | 11. von 18 | 046:61 | 31:37  | |
| 1988/1989    | 3    | Oberliga Nord                       | 05. von 18 | 051:42 | 42:26  | |
| 1989/1990    | 3    | Oberliga Nord                       | 10. von 18 | 062:52 | 31:37  | |
| 1990/1991    | 3    | Oberliga Nord                       | 12. von 18 | 054:49 | 30:38  | |
| 1991/1992    | 3    | Oberliga Nord                       | 14. von 18 | 051:60 | 27:37  | |
| 1992/1993    | 3    | Oberliga Nord                       | 14. von 18 | 042:55 | 23:37  | |
| 1993/1994    | 4    | Verbandsliga Hamburg                | 07. von 16 | 047:40 | 33:27  | |
| 1994/1995    | 4    | Oberliga Schleswig-Holstein/Hamburg | 03. von 16 | 060:31 | 41:19  | nach der Wiedereinführung der Regionalligen wurde die Oberliga-Nord als vierthöchste Liga in zwei Staffeln – Niedersachsen/Bremen und Hamburg/Schleswig-Holstein – etabliert.                                   |
| 1995/1996    | 4    | Oberliga Schleswig-Holstein/Hamburg | 01. von 16 | 058:28 | 0064   | |
| 1996/1997    | 3    | Regionalliga Nord                   | 15. von 18 | 033:68 | 0030   | Altona 93 verzichtete nach dem Abstieg an der Teilnahme in der Oberliga und zog sich bis in die fünftklassige Verbandsliga Hamburg zurück                                                                       |
| 1997/1998    | 5    | Verbandsliga Hamburg                | 13. von 16 | 048:75 | 0029   | |
| 1998/1999    | 5    | Verbandsliga Hamburg                | 13. von 16 | 046:52 | 0036   | |
| 1999/2000    | 5    | Verbandsliga Hamburg                | 02. von 16 | 067:52 | 0052   | |
| 2000/2001    | 5    | Verbandsliga Hamburg                | 03. von 16 | 067:39 | 0058   | Nach zwei Aufstiegsspielen zur Oberliga setzte sich Kilia Kiel mit 7:6 im Elfmeterschießen durch |
| 2001/2002    | 5    | Verbandsliga Hamburg                | 02. von 16 | 081:33 | 0066   | In den Aufstiegsspielen zur Oberliga setzte sich Altona 93 gegen den TSB Flensburg durch |
| 2002/2003    | 4    | Oberliga Schleswig-Holstein/Hamburg | 08. von 18 | 066:50 | 0046   | |
| 2003/2004    | 4    | Oberliga Schleswig-Holstein/Hamburg | 02. von 18 | 072:31 | 0065   | |
| 2004/2005    | 4    | Oberliga Nord                       | 12. von 18 | 049:55 | 0042   | erste Spielzeit der Oberliga-Nord als eingleisige Liga nach der Zusammenlegung beider Staffeln zum Ende der Vorjahressaison                                                                                     |
| 2005/2006    | 4    | Oberliga Nord                       | 07. von 18 | 061:52 | 0048   | |
| 2006/2007    | 4    | Oberliga Nord                       | 05. von 18 | 065:51 | 0055   | |
| 2007/2008    | 4    | Oberliga Nord                       | 02. von 18 | 080:35 | 0065   | Durch die Einführung der 3. Liga zur Saison 2008/09 wurde die Regionalliga als neue viertklassige Liga eingeführt                                                                                               |
| 2008/2009    | 4    | Regionalliga Nord                   | 16. von 18 | 040:66 | 0031   | Altona 93 zog seinen Lizenzantrag aus wirtschaftlichen Gründen zurück und musste daher zwangsabsteigen |
| 2009/2010    | 5    | Oberliga Hamburg                    | 03. von 18 | 073:36 | 0066   | alle aufstiegsberechtigten Mannschaften verzichteten auf den Aufstieg in die Regionalliga |
| 2010/2011    | 5    | Oberliga Hamburg                    | 05. von 18 | 063:46 | 0054   | |
| 2011/2012    | 5    | Oberliga Hamburg                    | 09. von 18 | 055:48 | 0053   | |
| 2012/2013    | 5    | Oberliga Hamburg                    | 02. von 18 | 074:50 | 0067   | Altona 93 hatte keine Lizenz für die folgende Regionalliga-Saison beantragt |
| 2013/2014    | 5    | Oberliga Hamburg                    | 03. von 18 | 078:43 | 0064   | Kein Verein aus der Oberliga Hamburg hatte eine Lizenz für die kommende Regionalliga-Saison beantragt |
| 2014/2015    | 5    | Oberliga Hamburg                    | 07. von 18 | 061:38 | 0051   | |
| 2015/2016    | 5    | Oberliga Hamburg                    | 06. von 18 | 065:41 | 0057   | Aufstiegsrunde zur Regionalliga Nord: 3. von 4 |
| 2016/2017    | 5    | Oberliga Hamburg                    | 03. von 18 | 072:41 | 0064   | Aufstiegsrunde zur Regionalliga Nord: 2. von 4 |
| 2017/2018    | 4    | Regionalliga Nord                   | 18. von 18 | 031:73 | 0023   | |
| 2018/2019    | 5    | Oberliga Hamburg                    | 01. von 18 | 072:24 | 0078   | Aufstiegsrunde zur Regionalliga Nord: 1. von 3 |
| 2019/2020(1) | 4    | Regionalliga Nord                   | 16. von 18 | 026:48 | 0016   | Saisonabbruch |
| 2020/2021(2) | 4    | Regionalliga Nord-Gruppe Nord       | 11. von 11 | 005:12 | 0003   | Saisonabbruch |
| 2021/2022(3) | 4    | Regionalliga Nord-Gruppe Nord       | 11. von 11 | 017:52 | 0009   | |
| 2021/2022(3) | 4    | Regionalliga Nord-Abstiegsrunde     | 09. von 11 | 022:35 | 0017   | |
| 2022/2023    | 5    | Oberliga Hamburg                    | 04. von 19 | 078:45 | 0071   | |
| 2023/2024    | 5    | Oberliga Hamburg                    | 01. von 18 | 091:29 | 0082   | Altona 93 hatte die Zulassung zur Regionalliga Nord beantragt(4) und nahm an der Aufstiegsrunde zur Regionalliga Nord zur Regionalliga Nord teil: als 3. von 3 wurde der Aufstieg verpasst                      |
| 2024/2025    | 5    | Oberliga Hamburg                    | 01. von 18 | 099:30 | 0082   | Altona 93 hatte als einziger Verein aus der Oberliga-Hamburg die Zulassung zur Regionalliga Nord beantragt(5) und nahm daher an der Aufstiegsrunde zur Regionalliga Nord teil: als 2. von 4 gelang der Aufstieg |
| 2025/2026    | 4    | Regionalliga Nord                   |            |        |        | |

(1) Durch die Coronavirus-Epidemie wurde der Spielbetrieb zuerst ausgesetzt und die Saison schließlich abgebrochen.
Der AFC hat bis zu diesem Zeitpunkt 21 Spiele absolviert.

Es gab keine sportlichen Absteiger.

(2) Das auf 22 Mannschaften vergrößerte Teilnehmerfeld wurde in zwei Gruppen (Nord und Süd) eingeteilt. Die Teilnehmer jeder Gruppe sollten in Hin- und Rückspielen gegeneinander spielen.
 Im Anschluss war für die punktbesten 10 Mannschaften eine „Meistergruppe“ im Rahmen einer einfachen Punktrunde um die Teilnahme an den Aufstiegsspielen gegen den Bayernmeister vorgesehen. Die restlichen 12 Teams sollten in der „Abstiegsrunde“ um den Klassenerhalt spielen.

Auf Basis eines Beschlusses einer Konferenz der Ministerpräsidenten der Länder wurde der Spielbetrieb ab dem 2. November 2020 vorerst eingestellt.

Am 8. April 2021 einigten sich Vertreter aller Teilnehmer sowie des Verbands auf einen Saisonabbruch, der am 19. April 2021 bestätigt wurde.
 Altona 93 hatte 7 Spiele absolviert.
 Es hat weder Absteiger in, noch Aufsteiger aus den Oberligen gegeben.
(3) Wie im Jahr zuvor wurden die teilnehmenden Vereine in zwei Gruppen (Nord und Süd) eingeteilt.

Die Mannschaften beider Gruppen spielten jeweils zweimal gegeneinander. Die fünf besten Mannschaften der jeweiligen Gruppen spielten anschließend in einer Meisterrunde, die übrigen in einer Abstiegsrunde. Die erzielten Punkte und Tore gegen direkte Gegner aus der Gruppenphase werden mit in die Platzierungsrunden übernommen.

Innerhalb der Meister- sowie Abstiegsrunde spielt jeder Verein darüber hinaus nur jeweils zweimal gegen Teams, auf die er zuvor nicht getroffen war.
In der Meisterrunde wurde der Meister und damit der Teilnehmer an den Aufstiegsspielen zur 3. Liga gegen den Vertreter der Regionalliga Nordost ermittelt.

In der Abstiegsrunde wurden die fünf Absteiger in die Oberligen ausgespielt.
(4)Altona 93 hatte als einziger Verein der Oberliga Hamburg eine Lizenz und Zulassung zur Regionalliga Nord beantragt.
(5)Insgesamt 31 Vereine hatten die Zulassungsunterlagen für die Regionalliga Nord der Herren 2025/2026 eingereicht

## Bilanzen

### Deutsche Meisterschaft
Bis zur Einführung der Bundesliga in der Saison 1963/1964 spielte der AFC 64 Jahre in der höchsten deutschen Spielklasse und nahm viermal an der Endrunde der Deutschen Meisterschaft teil.

Dabei erreichte er zweimal das Halbfinale (1903 und 1906) und zweimal das Viertelfinale (1914 und 1925).
Siehe auch: Ewige Tabelle der Deutschen Fußballmeisterschaft (1903–1963).
Altona 93 belegt  den 69. Platz von 172 Teams in der ewigen Tabelle der Deutschen Fußballmeisterschaft von 1903 bis 1963.

Bei 7 Spielen wurden 3 Spiele gewonnen und 4 Spiele verloren. Dabei wurden 20 Tore erzielt und 24 Gegentore hingenommen.

### Norddeutsche Meisterschaft
Die Norddeutsche Meisterschaft wurde von 1906 bis 1963 insgesamt 49-mal nach sehr unterschiedlichen Modi ausgespielt. Dabei platzierte sich Altona 93 insgesamt 14-mal unter den ersten Vier.

Ab der Saison 1905/06 wurde der Norddeutsche Meister – mit Ausnahme der Saison 1913/14 (Norddeutsche Liga) – bis zur Saison 1932/33 in einer Endrunde ausgespielt. Teilnehmer waren bis einschließlich 1920 nur die Meister der Bezirke, deren Zahl und Namen im Laufe der Jahre variierten. 1915 fiel die Meisterschaft kriegsbedingt aus, 1916 und 1918 fand hilfsweise ein Wettbewerb mit den Auswahlteams der Bezirke statt (Sieger jeweils: Groß-Hamburg).

In der Republik wuchs das Teilnehmerfeld auf bis zu 16 Teams an, auch der Austragungsmodus wurde mehrfach geändert. Zuletzt gab es sechs Bezirke: Schleswig-Holstein, Lübeck-Mecklenburg, Groß-Hamburg, Nordhannover (mit Harburg und Wilhelmsburg), den Südbezirk (Hannover/Braunschweig) und Weser-Jade.

Nach dem 10. Mai 1933 wurden als Folge der nationalsozialistischen Machtergreifung die sieben bestehenden traditionsreichen Regionalverbände (Baltischer Rasensport-Verband, Südostdeutscher Fußballverband, Verband Brandenburger Ballspielvereine, Verband Mitteldeutscher Ballspielvereine, NFV/NSV, Westdeutscher Spielverband und Verband Süddeutscher Fußballvereine) aufgelöst und somit auch keine Regionalmeisterschaften mehr ausgetragen. Der NFV – seit 1927 Norddeutscher Sport-Verband (NSV) – vollzog seine förmliche Selbstauflösung am 16. Juli 1933 beim Verbandstag in Altona.
An Stelle der Regionalverbände traten die 16 Sportgaue mitsamt der Gauligen, im Norden waren das Nordmark und Niedersachsen. Die beiden norddeutschen Gau-, später Bereichsligen bestanden von 1933/34 bis 1941/42, anschließend gab es bis 1944/45 mehrere kleinere Gaue, für Hamburg die Gauklasse Hamburg.

Bis zur Gründung der Fußball-Oberliga Nord 1947/48, wurde nach dem Zweiten Weltkrieg im Norden von 1945/46 bis 1946/47 auf Bezirks- oder Landesebene gespielt. Eine norddeutsche Meisterschaft 1946 musste auf Geheiß der britischen Militärregierung abgebrochen werden, nachdem bereits zuvor die Vereine aus Kiel und Umgebung keine Reisegenehmigung erhalten hatten.

Nach dem Zweiten Weltkrieg entwickelte sich der Spielbetrieb zunächst in den jeweiligen Besatzungszonen, in denen man unterschiedlich schnell dazu überging, so genannte Zonenmeisterschaften auszutragen: In der britischen Besatzungszone 1947–1948.

In der Bundesrepublik Deutschland konnte sich der DFB zunächst nicht zu einer landesweit höchsten Spielklasse durchringen. Hier bestanden bis zur Gründung der Bundesliga 1963 anfangs sechs, ab 1950 fünf Fußball-Oberligen (Süd, Südwest, West, Nord und Berlin). So gilt der Tabellenerste dieser Oberliga Nord als Norddeutscher Meister in dieser Tradition.
1. Platz: 1909 und 1914

2. Platz: 1925

3. Platz: 1910, 1911, 1912, 1917, 1927, 1932, 1940, 1954, 1958

4. Platz: 1929, 1955

### Groß-Hamburger Fußballmeisterschaft
Von der Saison 1895/96 bis zur Saison 1946/47 wurde überwiegend offiziell die Hamburger Fußballmeisterschaft ausgespielt.

1. Platz: 1898, 1899, 1900, 1903, 1909, 1910, 1911, 1912, 1914, 1917, 1925, 1933

2. Platz: 1901, 1902, 1904, 1906, 1907, 1908, 1913, 1919, 1921, 1926, 1927, 1932, 1945

3. Platz: 1897, 1905, 1916, 1922, 1923, 1924, 1931, 1940, 1943, 1946

### Bilanz Gauliga Nordmark 1933–42
Die Gauliga (später: Bereichsliga) Nordmark war ab 1933/34 eine von 16 Staffeln der reichsweit neu eingerichteten Fußball-Gauliga. Sie wurde bis 1941/42 vom DFB bzw. dem Fachamt Fußball des DRL betrieben und umfasste das Gebiet der ehemaligen NFV-Bezirke Groß-Hamburg, Schleswig-Holstein und Lübeck-Mecklenburg sowie 1933/34 und erneut ab 1937 die Vereine aus Harburg und Wilhelmsburg. In der Saison 1939/40 wurde die Liga nach einer Spielpause wegen des Kriegsbeginns in zwei Staffeln geteilt (Staffeln A und B).
Siehe auch: Ewige Tabelle der Gauliga Nordmark 1933–42
Altona 93 belegte den 6. Platz von 26 Teams in der Ewigen Tabelle der Gauliga Nordmark zwischen 1933 und 1942.

Bei der Teilnahme bei allen 9 möglichen Jahren Ligazugehörigkeit und insgesamt 164 Spielen in diesem Zeitraum stehen 60 Siege, 18 Unentschieden und 86 Niederlagen in der Bilanz. Das Torverhältnis steht bei 365 eigenen Toren und 444 Gegentreffern. 138 Pluspunkten stehen 190 Minuspunkten gegenüber.

### Bilanz Gauliga Hamburg 1942–45
Die Gauliga, korrekt Gauklasse Hamburg entstand 1942 durch die kriegsbedingte Aufteilung des bisherigen Sportbereichs und damit der Bereichsliga Nordmark in die Gauligen Schleswig-Holstein, Mecklenburg und Hamburg.
Siehe auch: Ewige Tabelle der Gauliga Hamburg 1942–45
Altona 93 belegt den 2. Platz von 14 Teams in der Ewigen Tabelle der Gauliga Hamburg zwischen 1942 und 1945.

Bei der Teilnahme in den 3 möglichen Saisons bis Kriegsende und insgesamt 54 Spielen in diesem Zeitraum stehen 30 Siege, 8 Unentschieden und 16 Niederlagen gegenüber. Das Torverhältnis steht bei 167:121 und das Punkteverhältnis bei 68:40.

### Bilanz Oberliga-Nord 1947–1963
Siehe auch: Ewige Tabelle der Regionalliga Nord 1947–1963
Altona 93 belegt den 9. Platz von 28 Teams in der Ewigen Tabelle der Oberliga Nord zwischen 1947 und 1963, damals eine der fünf höchsten Spielklassen Deutschlands.

Bei 12 von möglichen 16 Jahren Ligazugehörigkeit und insgesamt 362 Spielen in diesem Zeitraum stehen 139 Siege, 75 Unentschieden und 148 Niederlagen in der Bilanz. Das Torverhältnis steht bei 654 eigenen Toren und 708 Gegentreffern. 353 Pluspunkten stehen 371 Minuspunkte gegenüber.

### Bilanz Regionalliga-Nord 1963–1974
Siehe auch: Ewige Tabelle der Regionalliga Nord 1963–1974
Altona 93 belegt den 15. Platz von 34 Teams in der Ewigen Tabelle der Regionalliga Nord zwischen 1963 und 1974.

Bei 5 von 11 möglichen Jahren Ligazugehörigkeit und insgesamt 162 Spielen in diesem Zeitraum stehen 69 Siege, 29 Unentschieden und 64 Niederlagen in der Bilanz. Das Torverhältnis steht bei 272 eigenen Toren und 262 Gegentreffern. Die Punktebilanz beträgt 167:157.

### Bilanz Amateur-Oberliga Nord 1974–1994
Siehe auch: Ewige Tabelle der Oberliga Nord 1974-1994
Altona 93 belegt den 13. Platz von 54 Teams in der Ewigen Tabelle der Amateur-Oberliga Nord zwischen 1974 und 1994.

Bei 9 von 20 möglichen Jahren Ligazugehörigkeit und insgesamt 298 Spielen in diesem Zeitraum stehen 105 Siege, 80 Unentschieden und 113 Niederlagen in der Bilanz. Das Torverhältnis steht bei 456 eigenen Toren und 457 Gegentreffern. Die Punktebilanz beträgt 290:306.

### Bilanz Regionalliga Nord 1994–2000
Siehe auch: Ewige Tabelle der Regionalliga Nord 1994-2000.
Die damals dritthöchste Spielklasse des deutschen Fußballs war in vier Staffeln unterteilt. Vor der Saison 1994/95 wurden die zehn Oberligen, die den bisherigen Unterbau zur 2. Bundesliga bildeten, als nicht mehr zeitgemäß betrachtet. Um einen verbesserten Unterbau mit höherer Leistungsdichte für den Profibereich zu schaffen, beschloss der DFB 1993 die Wiedereinführung der Regionalligen als dritthöchste Spielklasse zur Saison 1994/95. Zwischen 1994 und 2000 wurde die Regionalliga in vier Spielklassen gespielt, daraus resultiert die Regionalliga Nord, die Regionalliga Nordost, die Regionalliga Süd und die Regionalliga West/Südwest.
Altona 93 belegt den 27. Platz von 28 Teams in dieser Tabelle.

Bei einem von sechs möglichen Jahren Ligazugehörigkeit und insgesamt 34 Spielen stehen 7 Siege, 9 Unentschieden und 18 Niederlagen in der Bilanz. Das Torverhältnis steht bei 33 eigenen Toren und 68 Gegentreffern. Die Punktebilanz steht bei 30 Punkten.

### Bilanz Oberliga Hamburg (seit 2008)
Siehe auch: Ewige Tabelle der Fußball-Oberliga Hamburg (seit 2008)
Durch die Einführung der 3. Liga und der Aufsplittung der Oberliga Nord zur Saison 2008/09 erhielt die zuvor als Verbandsliga geführte Hamburg-Liga den Status einer Oberliga und wird in der Hierarchie des DFB als fünftklassig geführt.
Altona 93 belegt den fünften Platz von 49 Teams in dieser Tabelle.

Bei 12 von 17 möglichen Jahren Ligazugehörigkeit und insgesamt 408 Spielen stehen 235 Siege, 84 Unentschieden und 89 Niederlagen in der Bilanz. Das Torverhältnis steht bei 881 eigenen Toren und 471 Gegentreffern. Die Punktebilanz steht bei 789 Punkten. Bislang konnte die Liga dreimal als Meister abgeschlossen worden und dreimal konnte der Aufstieg in die nächsthöhere Regionalliga Nord erreicht werden.

### Bilanz Regionalliga Nord 2008–2012
Siehe auch: Ewige Tabelle der Regionalliga Nord 2008-2012.
Die damals vierthöchste Spielklasse des deutschen Fußballs war in drei Staffeln unterteilt. Nach der Saison 2007/08 wurde die zuvor zweigleisige Regionalliga mit den Staffeln Nord und Süd durch die drei Regionalligen Nord, West und Süd ersetzt. Seit der Saison 2012/13 ist die Regionalliga fünfgleisig.
Altona 93 belegt den 25. Platz von 28 Teams in dieser Tabelle.

Bei einem von vier möglichen Jahren Ligazugehörigkeit und insgesamt 34 Spielen stehen 8 Siege, 7 Unentschieden und 19 Niederlagen in der Bilanz. Das Torverhältnis steht bei 40 eigenen Toren und 66 Gegentreffern. Die Punktebilanz steht bei 31 Punkten.

### Bilanz Regionalliga Nord seit 2012
Siehe auch: Ewige Tabelle der Regionalliga Nord seit 2012
Die derzeit vierthöchste Spielklasse des deutschen Fußballs ist in fünf Staffeln unterteilt. Nach der Saison 2011/2012 wurde die zuvor dreigleisige Regionalliga mit den Staffeln Nord, Süd und West durch die fünf Regionalligen Bayern, Nord, Nordost, Südwest und West ersetzt.
Altona 93 belegt den 30. Platz von 44 Teams in dieser Tabelle.

Bei vier von elf möglichen Jahren Ligazugehörigkeit und insgesamt 92 Spielen stehen 15 Siege, 14 Unentschieden und 63 Niederlagen in der Bilanz. Das Torverhältnis steht bei 89 eigenen Toren und 201 Gegentreffern. Die Punktebilanz steht bei 59 Punkten.

## Bilanz Pokalwettbewerbe

### Sykes-Pokal
Die Firma William Sykes stiftete dem Hamburg-Altonaer Fußball-Bund einen silbernen Pokal, offen für alle Vereine der ersten Klasse. Im November 1906 gab es eine Ausschreibung für diese Pokalspiele. Zum Vorsitzenden der Pokal-Kommission wurde Paul Koretz gewählt. Die Spiele fanden zwischen März und Dezember 1907 statt, wobei mehrere bereits ausgeloste Spiele der Vorrunde aus verschiedenen Gründen verschoben und zu einem späteren Zeitpunkt nachgeholt wurden.

In dem einmalig ausgetragenen Pokalwettbewerb erreicht der AFC das Finale.
Finale:
| Datum             |                     | Ergebnis |                  |
| ----------------- | ------------------- | -------- | ---------------- |
| 22. Dezember 1907 | FC Victoria Hamburg | 10:1     | Altonaer FC 1893 |

### DFB-Pokal
In der ewigen Tabelle des DFB-Pokals belegt Altona 93 aktuell (1. Januar 2022) den 72. Platz.

Der AFC nahm an 12 Hauptrunden teil.

11 Siegen stehen 1 Unentschieden und 12 Niederlagen gegenüber, bei einem Torverhältnis von 34:66. Insgesamt wurden 11 Runden überstanden.

(Das Qualifikationsspiel aus dem Jahr 1966 zwischen Altona 93 − 1. FC Nürnberg für den Wettbewerb der Saison 1967 ist in dieser Statistik nicht berücksichtigt.)
| Saison    | Runde           | Ort           | Gegner                  | Ergebnis  |
| --------- | --------------- | ------------- | ----------------------- | --------- |
| 1936      | 1. Schlussrunde | 00H           | Wacker 04 Berlin        | 3:5       |
|           |                 |               |                         |           |
| 1954/1955 | Vorrunde        | 00H           | 1. FC Saarbrücken       | 3:2       |
|           | Achtelfinale    | 00H           | Eintracht Frankfurt     | 2:1       |
|           | Viertelfinale   | 00H           | Alemannia Aachen        | 2:0       |
|           | Halbfinale      | Köln          | Karlsruher SC           | 3:3 n. V. |
|           | Wiederholung    | Gelsenkirchen | Karlsruher SC           | 0:3       |
|           |                 |               |                         |           |
| 1961      | Achtelfinale    | 00A           | SC Tasmania 1900 Berlin | 1:4       |
|           |                 |               |                         |           |
| 1964/1965 | 1. Runde        | 00A           | Hannover 96             | 0:5       |
|           |                 |               |                         |           |
| 1967      | Qualifikation   | 00H           | 1. FC Nürnberg          | 2:1       |
|           | 1. Hauptrunde   | 00H           | Hamburger SV            | 0:6       |
|           |                 |               |                         |           |
| 1974/1975 | 1. Hauptrunde   | 00A           | SC Victoria Hamburg     | 2:1 n. V. |
|           | 2. Hauptrunde   | 00A           | VfB Theley              | 4:2 n. V. |
|           | 3. Hauptrunde   | 00H           | SV Arminia Hannover     | 2:0       |
|           | Achtelfinale    | 00A           | MSV Duisburg            | 0:7       |
|           |                 |               |                         |           |
| 1979/1980 | 1. Hauptrunde   | 00H           | Viktoria Sindlingen     | 1:0       |
|           | 2. Hauptrunde   | 00A           | 1. FC Köln              | 0:10      |
|           |                 |               |                         |           |
| 1984/1985 | 1. Hauptrunde   | 00H           | Eintracht Trier         | 2:1       |
|           | 2. Hauptrunde   | 00H           | Bayer 04 Leverkusen     | 0:3       |
|           |                 |               |                         |           |
| 1985/1986 | 1. Hauptrunde   | 00H           | Fortuna Düsseldorf      | 2:3 n. V. |
|           |                 |               |                         |           |
| 1989/1990 | 1. Hauptrunde   | 00A           | 1. FC Schweinfurt 05    | 0:1       |
|           |                 |               |                         |           |
| 1994/1995 | 1. Hauptrunde   | 00H           | Borussia Dortmund       | 0:2       |

### Norddeutscher Pokal
Zwischen 1952 und 1974 wurde der Wettbewerb ausgespielt und diente zur Ermittlung der norddeutschen Teilnehmer am DFB-Pokal; dementsprechend fanden – mit Ausnahme der Jahre 1953 sowie 1955 bis 1960 – auch nur so viele Runden statt, bis alle Teilnehmer für erste DFB-Pokal-Hauptrunde ermittelt waren.

Der Austragungsmodus des Wettbewerbs änderte sich häufig, weshalb es beinahe jährlich zu einer anderen Anzahl an Teilnehmern, Siegern und Runden kam.
In den Saisons 1953/1954, 1960/1961, 1963/1964, 1964/1965 und 1966/1967 gelang Altona 93 der Sprung über diesen Wettbewerb in das Hauptfeld des DFB-Pokals.

### Hamburger Pokal
Siehe auch: Bilanz von Altona 93 im Hamburger Pokal
Der Hamburger Pokal wird seit 1951/52 vom Hamburger Fußball-Verband veranstaltet.

Der Modus des Wettbewerbs wechselte stetig. In den ersten Jahren wurde der Pokal ohne Endspiel durchgeführt, da mehrere Vereine den Norddeutschen Pokal (welcher als „Vorrunde“ zum DFB-Pokal fungierte) erreichen konnten und damit ein Finale nicht notwendig war, um diese Vereine zu ermitteln.

Seit 1974 qualifizieren sich die Gewinner der jeweiligen Austragungen des HFV-Pokals nicht mehr für die 1. Runde des Norddeutschen Pokals, sondern direkt für den DFB-Pokal.

Seit 1981/82 wird jede Pokalsaison mit einem Endspiel ausgetragen, da die Anzahl der Teilnehmer am DFB-Pokal stark verringert wurde und somit nur noch ein Hamburger Verein für den DFB-Pokal zugelassen wurde.

Bei neun Finalteilnahmen konnte der AFC den Pokal viermal gewinnen (1984, 1985, 1989, 1994).

Darüber hinaus gelang Altona 93 zweimal (1974 und 1980) über diesen Pokal der Sprung in das Hauptfeld des DFB-Pokals.